# 奧茲尼齊亞河
奧茲尼察河（烏克蘭語：Озниця），是烏克蘭中部的河流，屬於霍羅爾河的右支流。該河發源自皮薩里夫卡，流經波爾塔瓦州的米爾霍羅德區，河道全長26公里，流域面積131平方公里。